# Русская старина
«Ру́сская старина́» — ежемесячный исторический журнал; основан в Санкт-Петербурге в 1870 году М. И. Семевским, но первое время (почти до конца 1877 года), по соображениям служебного характера, он не могло выходить под именем своего основателя и руководителя и появлялся за подписью В. А. Семевского. Закрыт в 1918 году.

## Журнал при М. И. Семевском
На стыке XIX и XX веков выходил целый ряд исторических периодических изданий: это «Русский архив» и «Исторический вестник», «Киевская старина» и «Вестник всемирной истории», чуть позже «Былое», «Голос минувшего», «Старые годы» и т. д. Журналы такого профиля специализировались на публикации первоисточников, непосредственных «сырых» материалов, которых к 1870-м годам накопилось огромное количество.
Одним из самых ярких журналов была «Русская старина». Основной целью журнала было служить разработке русской истории новейшего времени, начиная с Петра I. Иногда, впрочем, в нём помещались и оригинальные исследования из истории допетровской Руси. Как отмечалось в программном объявлении, цель «Русской старины» должна была состоять «в ознакомлении её читателей с „императорским“ периодом отечественной истории и истории русской литературы».
Особенное значение придавалось первичным источникам — запискам, воспоминаниям, дневникам, автобиографиям и т. п., причём М. И. Семевский не стеснялся малой давностью времени, изображаемого в записках. Он находил, что чем ранее появится о ком-нибудь в печати отзыв, который может показаться оскорбительным его близким, тем более представляется удобств для защиты действительно оскорблённого, а вместе с тем — и для восстановления правды путём печати. Недавние события, уроки и ошибки ближайшего прошлого Семевский считал притом особенно назидательными для будущего. Ему удалось собрать от частных лиц материалы весьма интересные; многие записки составлены исключительно по его настоянию (например, записки Т. П. Пассек, Н. В. Берга, П. А. Каратыгина, Н. Н. Мурзакевича); некоторые рассказы записывались или стенографировались редакцией и затем, с согласия сообщивших сведения, помещались на страницах журнала. Иногда такие записки составлялись в самой редакции по различным материалам и запискам и посылались на просмотр лиц, от имени которых они должны были исходить; так возникли воспоминания И. К. Айвазовского, А. Г. Рубинштейна, Ф. Г. Солнцева, А. П. Чеботарёва и др. В этом отношении М. И. Семевский был типичным редактором-собирателем, тщательно и умело отыскивавшим всюду интересные материалы.
Содержание «Русской старины» при М. И. Семевском отличалось большим разнообразием. Семевский подбирал материалы, которые не переиздавались, не пропускались ранее цензурой, стремился к полному и точному воспроизведению текстов. Внутренняя структура не имела четкой регламентации, определялась жанровыми разделами. Сотрудниками журнала были известные историки и историки литературы: В. А. Бильбасов, И. Е. Забелин, Н. И. Костомаров, Н. К. Шильдер, Д. И. Иловайский. В первый же год существования журнала известный писатель и поэт Михаил Лонгинов (тогда бывший на должности орловского губернатора) опубликовал целую серию исторических статей под заглавием «Биографические сведения о некоторых русских писателях XVIII века», где обнародовал свои ранее неизвестные находки. Разнообразие печатаемых материалов обеспечило журналу широкую аудиторию. На второй год издания (1871) число подписчиков доходило до 3500; в последующие годы число их все увеличивалось и одно время достигало 6000; средним числом журнал расходился ежегодно в количестве 5000 экземпляров; тем не менее и при таком распространении он не приносил дохода, так как издатель постоянно заботился о приобретении новых материалов, пополнении своего архива и улучшении журнала. Объём журнала, против первоначального, увеличился почти втрое; к нему стали прилагаться гравированные портреты русских деятелей, которые с 1879 года сделались постоянной принадлежностью каждой книжки журнала.
Сам издатель Михаил Иванович Семевский, крупный историк, публицист, обладал прекрасным литературным даром, и все материалы, прошедшие редакторскую подготовку, написаны живым литературным языком. Область интересов Михаила Ивановича Семевского — история России XVIII века. Свою первую работу он опубликовал в журнале «Москвитянин». Когда он стал главным редактором «Русской старины», его литературная деятельность отражалась исключительно в этом издании.
После смерти М. И. Семевского (9 марта 1892 года) издание перешло к его жене, Е. М. Семевской, а затем к С. П. Зыкову. В год смерти её основателя «Русская старина» имела дефицит в 38500 рублей, который покрылся только продажей журнала, с архивом, оставшимися экземплярами журнала за прежние года и всеми клише, за 39500 рублей.
В «Русской старине», в отличие от других журналов, была расширена историческая тематика за счет вопросов культуры, искусства, истории освободительного движения. Вследствие последнего к журналу было особенное отношение со стороны цензуры. Так, к публикации были запрещены дневник В. К. Кюхельбекера, глава из статьи об А. М. Булатове (за «восхваление декабристов»), биография Н. Г. Чернышевского. Иногда в публикациях по соображениям цензуры делались купюры.

## Редакторы «Русской старины»
Основатель и первый редактор — М. И. Семевский. После М. И. Семевского редакторами были: временно А. С. Лоцинский, затем Н. К. Шильдер, Н. Ф. Дубровин.

## Лучшие опубликованные материалы
В числе материалов, нашедших себе место в «Русской старине», особенно замечательны:
- записки А. Т. Болотова, рисующие быт среднего великорусского дворянства в XVIII столетии (1870—1873, 1889, 1895);
- записки М. Гарновского, изображающие двор и правительство времён Екатерины II (1876);
- записки А. М. Тургенева о той же эпохе и о царствовании Павла I (1885—1887, 1889, 1895);
- записки сенатора П. С. Рунича о пугачевщине (1870);
- записки С. А. Порошина, воспитателя великого князя Павла Петровича (1881);
- записки сподвижника императора Александра I, адмирала П. В. Чичагова (1883, 1886—88);
- записки начальника тайной полиции при императоре Александре I, Я. И. Де-Санглена (1882—83);
- записки Г. И. Добрынина о быте русского духовенства (1880, 1882, 1884, 1888, 1892, 1894—1895);
- воспоминания П. М. Дарагана, камер-пажа великой княгини — впоследствии императрицы Александры Фёдоровны, о придворном быте 1817—1820 годов (1875);
- дневник В. К. Кюхельбекера (1875, 1883—1884, 1891);
- автобиография Н. Н. Мурзакевича (1887—1889);
- записки М. А. Бестужева о декабристах (1870, 1881);
- относящиеся к тому же предмету записки А. П. Беляева (1880—81, 1884—86), Д. И. Завалишина (1881—82), М. И. Муравьева-Апостола (1886), П. Е. Анненковой (1888);
- воспоминания и очерки О. А. Пржецлавского, представляющие материалы для истории русской цензуры (1875 и др.);
- записки И. С. Жиркевича о состоянии администрации в конце царствования Александра I и начале царствования Николая I (1890);
- записки сенатора Я. А. Соловьева о крестьянской реформе (1880—1884);
- воспоминания Т. П. Пассек о русском обществе 1810—62 гг. (1872—1873, 1876—1879, 1882, 1886—1887).

Крупным вкладом в журнал явились записки и дневник А. В. Никитенко (1888—1892), а также записки Н. И. Пирогова (1884—1885, 1887).
К истории искусства относятся записки М. И. Глинки (1870), воспоминания А. Г. Рубинштейна (1889) и известного архитектора А. Л. Витберга (1872), автобиографии И. П. Пожалостина (1881) и Л. А. Серякова (1875), записки И. К. Айвазовского (1878, 1881), Ф. И. Иордана (1891), Ф. Г. Солнцева (1876), воспоминания В. В. Самойлова (1875), П. А. Каратыгина (1872—77, 1879), Л. Л. Леонидова (1886, 1888), записки Л. П. Никулиной-Косицкой (1878) и др.
На страницах «Русской старины» появлялись думы, послания, эпиграммы К. Ф. Рылеева, басни И. А. Крылова, И. И. Хемницера, А. Е. Измайлова, стихотворения графа А. К. Толстого, великого князя Константина Константиновича, Я. Б. Княжнина, А. Н. Нахимова, К. П. Батюшкова, барона А. А. Дельвига, М. П. Розенгейма, В. А. Жуковского, М. Ю. Лермонтова, А. И. Одоевского, В. К. Кюхельбекера, Е. А. Баратынского, вновь найденные строфы из «Евгения Онегина» и отрывки из «Мертвых душ».
Печатались также автобиографии и переписки русских писателей, под редакцией П. А. Ефремова. Статьи и исследования по вопросам новейшей русской истории принадлежат самому М. И. Семевскому, В. А. Бильбасову, А. П. Брикнеру, князю Н. С. Голицыну, Д. И. Иловайскому, П. И. Карцову, барону Н. А. Корфу, Н. И. Костомарову, И. И. Ореусу, А. Н. Петрову, В. И. Семевскому, Н. К. Шильдеру и другим учёным.

## Переиздание
Полный комплект журнала был впервые переиздан в 2008 году в Санкт-Петербурге силами издательства «Альфарет». В переиздании использован составной переплет из бумвинила, оформленный золотым тиснением. Экспертами была специально подобрана бумага, максимально точно воспроизводящая обложки, титульные листы, внутренний блок журнала.
Журналы сохранили оригинальный формат 150×240 мм. Тираж составил 100 экземпляров. Одновременно были впервые переизданы:
1. Дополнение к журналу «Русские деятели в портретах», рассказывающее о выдающихся русских деятелях: историках, литературоведах, искусствоведах. Для оформления использован составной переплет из бумвинила, оформленный золотым тиснением. Сохранен оригинальный формат: 150×240 мм, тираж: 100 экземпляров.
2. Указатели содержания журнала «Русская старина». Для оформления был использован составной переплет из бумвинила. Формат: 150×240 мм, тираж: 100 экземпляров.